# Phitosia crocifolia
Phitosia es un género monotípico de plantas con flores perteneciente a la familia Asteraceae. Su única especie: Phitosia crocifolia Kamari & Greuter, es originaria de Grecia.

## Descripción
Es una planta perenne, que alcanza hasta los 2,6 dm de alto, tiene una delgada raíz vertical, de 0.5-3 mm de ancho por debajo de un caudex mucho más grueso; caudex de 0,3-2 cm de ancho incluyendo en la base numerosas hojas viejas de color marrón, simples o divididas, y numerosas hojas caudicales cespitosas de 4-8 cm de largo, 2-4 mm de ancho, lineares o estrechamente oblanceoladas; involucro campanulado, de 10 mm de altura, de color marrón-negro, unas brácteas exteriores alrededor, desiguales,  lanceoladas, agudas. Los flores son amarillas. 

## Taxonomía
Phitosia crocifolia fue descrito por (Boiss. & Heldr.) Kamari & Greuter y publicado en Botanika Chronika 13: 14. 2000.
Sinonimia
- Crepis crocifolia Boiss. & Heldr.
- Hieracioides crocifolium (Boiss. & Heldr.) Kuntze
- Soyeria crocifolia (Boiss. & Heldr.) Sch.Bip.[3]